# Schloss Leopoldskron
Schloss Leopoldskron är ett slott i Österrike.   Det ligger i distriktet Salzburg Stadt och förbundslandet Salzburg, i den centrala delen av landet, 250 km väster om huvudstaden Wien. Schloss Leopoldskron ligger 436 meter över havet.
Terrängen runt Schloss Leopoldskron är varierad. Runt Schloss Leopoldskron är det ganska tätbefolkat, med 116 invånare per kvadratkilometer.. Närmaste större samhälle är Salzburg, 1,3 km norr om Schloss Leopoldskron.
Runt Schloss Leopoldskron är det i huvudsak tätbebyggt.